# Flint Dille
Pour les articles homonymes, voir Dille.
Flint Dille (né le 3 novembre 1955) est un scénariste, concepteur de jeux et romancier américain. Il a notamment signé les scénarios de la série télévisée Transformers et du film d'animation Fievel au Far West. Il a également participé à la conception de nombreux jeux vidéo, parmi lesquels Soviet Strike, Dead to Rights, The Chronicles of Riddick: Escape from Butcher Bay et Ingress.

## Biographie

### Jeunesse et éducation
Robert Flint Nichols Dille naît le 3 novembre 1955, à Chicago aux États-Unis. Son grand-père John Flint Dille est connu pour avoir fondé le National Newspaper Syndicate (en) (repris ensuite par son père Robert Crabtree Dille), et par son entremise lancé la série de comic strips Buck Rogers dès janvier 1929,. La famille Dille détient toujours les droits du personnage,.
Flint mène ses études secondaires à la Glenbrook South High School de Glenview, d'où il sort diplômé en 1973, et qui le distinguera d'un prix en 1991. Il obtient ensuite un diplôme universitaire en histoire ancienne à l'UC Berkeley, en 1977. Il est également tributaire d'une maîtrise en arts d'écriture audiovisuelle à l'Université de Californie du Sud.

### Carrière
Dille entame sa carrière professionnelle comme relecteur de script indépendant, assistant de production et directeur artistique adjoint. Il est engagé par Joe Ruby chez Ruby-Spears Productions, où il participe aux scénarios des Poupies (1982) et de Mister T. (1983). Il rejoint ensuite Sunbow Productions, en tant que producteur et surtout scénariste, notamment sur Transformers (ainsi que sa première adaptation au cinéma La Guerre des robots) et GI Joe (1983-86), puis sur Visionaries (1987). Il continue de travailler sur GI Joe quand la série est reprise par le studio DIC en 1989. En 1991, Amblin Entertainment le charge, seul, du scénario de Fievel au Far West.
En parallèle, Dille intègre TSR, la société fondée et dirigée par le co-créateur de Donjons et Dragons, Gary Gygax. Les deux hommes s'associent d'abord pour écrire quelques livres-jeux, puis ils se lancent sur le scénario d'un projet de film issu du célèbre jeu de rôle, qui n'aboutira finalement pas. Lorraine Dille Williams, la sœur de Flint, rejoint aussi TSR, et y gravit les échelons jusqu'à en racheter les parts à Gygax et à en reprendre la direction,.
Vers la fin des années 1980, Dille se lance dans le jeu vidéo, rejoignant Sega, où il travaillera notamment sur Double Switch et Corpse Killer (1994). Il part ensuite pour Electronic Arts, où il signe l'écriture de Soviet Strike (1996) puis de Nuclear Strike (1997). Par la suite, c'est encore lui qui scénarise Demain ne meurt jamais (1999), Dead to Rights (2003), Les Chroniques de Riddick: Escape from Butcher Bay (2004), Teen Titans (2005), Superman Returns (2006) et Les Quatre Fantastiques et le Surfer d'argent (2007).
En 2005, il est crédité en coscénariste et coproducteur du film Venom. En 2007, Frank Miller, proche de Dille, lui confie la direction d'une adaptation de Sin City en jeu vidéo, mais le studio en charge Red Mile Entertainment est revendu l'année suivante, et l'entreprise est mise de côté,. Miller initie également un projet de film sur Buck Rogers, avec Dille à la production, mais là encore il est abandonné en 2009.
En 2011, Flint Dille donne un cours de game design à l'UCLA,, et publie le livre The Ultimate Guide to Video Game Writing and Design, coécrit avec John Zuur Platten. Il rejoint Niantic, alors filiale de Google, pour prendre en charge le département d'écriture sur le jeu Ingress (2012). Dans le même temps, il coécrit les textes du roman graphique Transformers: Autocracy avec Chris Metzen, sur des dessins de Livio Ramondelli. Il signe aussi le scénario de Starship Troopers : Invasion, troisième volet de la franchise.

## Œuvre

### Jeux vidéo
- 1994 : Double Switch
- 1994 : Corpse Killer
- 1996 : Soviet Strike
- 1997 : Nuclear Strike
- 1999 : Demain ne meurt jamais
- 2003 : Dead to Rights
- 2003 : Batman: Rise of Sin Tzu
- 2004 : Les Chroniques de Riddick: Escape from Butcher Bay
- 2005 : Teen Titans
- 2006 : Superman Returns
- 2007 : Les Quatre Fantastiques et le Surfer d'argent
- 2012 : Ingress

### Cinéma
- 1986 : La Guerre des robots
- 1991 : Fievel au Far West
- 2005 : Venom
- 2012 : Starship Troopers: Invasion

### Télévision
- 1983 : Mister T.
- 1983-1986 : GI Joe
- 1985-1987 : The Transformers
- 1987 : Visionaries: Knights of the Magical Light
- 1990-1992 : La Guerre des tomates

### Littérature
- (en) Flint Dille et John Zuur Platten, The Ultimate Guide to Video Game Writing and Design, New York, Lone Eagle, 2011 (ISBN 1-58065-066-X) (disponible en livre audio dès 2009)
- (en) Flint Dille, The Gamesmaster: My Life in the 80s Geek Culture Trenches avec GI Joe, Dungeons & Dragons et The Transformers, Los Angeles, Rare Bird Books, 2019 (ISBN 1644280124)